# Championnat de France de volley-ball Pro B 1998-1999
Navigation
Pro B 1997-98 Pro B 1999-00
Le Championnat de France de volley-ball Pro B 1998-1999 oppose douze équipes françaises de volley-ball. Le championnat de France de volley-ball de deuxième division porte le nom de Pro B depuis 1998.
L'AS Monaco rejoint la Pro B à l'issue de la saison 1997-98.

## Listes des équipes en compétition
- Foyer Léo-Lagrange Agde
- Avignon Volley-Ball
- Chaumont Volley-Ball 52
- Castres Volley-Ball Club
- Volley-Ball Club Ermont
- Grenoble Volley Université Club
- Martigues Volley-Ball
- Association sportive de Monaco
- CASO Nanterre
- Union Volley-Ball Narbonne
- Plessis-Robinson Volley-Ball
- Rennes Étudiants Club

## Classement de la saison régulière
| #  | Équipe              | Pts | J  | G  | P  |
| 1  | Avignon             | 42  | 22 | 20 | 2  |
| 2  | Castres             | 38  | 22 | 18 | 6  |
| 3  | Agde                | 37  | 22 | 15 | 7  |
| 4  | Martigues           | 36  | 22 | 14 | 8  |
| 5  | Narbonne            | 35  | 22 | 13 | 9  |
| 6  | Rennes EC           | 34  | 22 | 12 | 10 |
| 7  | Nanterre            | 32  | 22 | 10 | 12 |
| 8  | Grenoble            |     | 22 |    |    |
| 9  | Monaco              |     | 22 |    |    |
| 10 | Le Plessis-Robinson |     | 22 |    |    |
| 11 | Chaumont            |     | 22 |    |    |
| 12 | Ermont              |     | 22 |    |    |

## Play-offs

### Poule A
| # | Équipe                |
| 1 | Avignon Volley-Ball   |
| 2 | Martigues Volley-Ball |
| 3 | UVB Narbonne          |
| 4 | Grenoble VUC          |

### Poule B
| # | Équipe        | Pts | J | G | P |
| 1 | Castres VBC   | 11  | 6 | 5 | 1 |
| 2 | FLL Agde      |     | 6 |   |   |
| 3 | Rennes EC     |     | 6 |   |   |
| 4 | CASO Nanterre |     | 6 |   |   |